# Гарант, Криштоф
Криштоф Гарант из Полжиц и Бездружиц (чеш. Kryštof Harant z Polžic a Bezdružic; 1564, Кленова, Чешское королевство — 21 июня 1621, Прага, Чешское королевство) — чешский аристократ, дипломат, писатель и музыкант. Примкнул к антигабсбургскому восстанию 1618 года, командовал армией в походе на Вену, после поражения был казнён.

## Биография
Криштоф Гарант родился в 1564 году в семье Иржи Гаранта из Полжиц и Бездружиц и его четвёртой жены Марии Анны Яновской из Яновиц. Он провел юность в Тироле, при дворе местного правителя Фердинанда II Габсбургского в замке Амбрас близ Инсбрука. В 1584 году Гарант вернулся в Чехию, где безуспешно претендовал на место при дворе императора Рудольфа II. С 1593 года он участвовал в войне с Османской империей, в 1598 году отправился в путешествие по Средиземноморью, посетив Италию, Палестину и Египет. В Иерусалиме Гарант был посвящён в рыцари Гроба Господня. По возвращении домой он написал рассказ о своём путешествии, опубликованный в 1608 году.
В 1600 году Рудольф II назначил Гаранта наивысшим камергером над серебряной монетой, в 1603 возвёл его в панское достоинство, в 1605 сделал гетманом пражского Нове-Места. С 1607 года Гарант заседал в императорском Тайном совете. После смерти Рудольфа II он удалился в свои поместья и посвятил себя музыке.
В 1614 году Гарант совершил дипломатическую поездку в Испанию, где от имени императора Матвея вручил королю Филиппу III орден Золотого руна. В последующие годы (точная дата неизвестна) он перешёл из католичества в лютеранство. Гарант примкнул к антигабсбургскому восстанию 1618 года, некоторое время занимал должность военного комиссара, командовал артиллерией под началом графа Турна. В 1619 году он возглавил армию, двинувшуюся на Вену, причём обстрелял из пушек императорский дворец, но взять город не смог. После разгрома восстания в конце 1620 года Гарант укрылся в своём замке и в марте 1621 года был арестован Альбрехтом Валленштейном. Вместе с другими видными повстанцами его отдали под суд. Отягчающими обстоятельствами в случае Гаранта стали, по-видимому, обстрел дворца в Вене и отречение от католицизма. Его приговорили к смерти через отсечение головы. Казнь состоялась на Староместской площади 21 июня 1621 года. Всего осуждённых было 28, в их числе трое панов. Поскольку очерёдность во время казни зависела от социального положения приговорённых, Гаранта обезглавили третьим.
Имя Криштофа Гаранта выбито на мемориальной доске, которую установили на стене Староместской ратуши. О казни его и товарищей напоминают кресты на брусчатке Староместской площади.

## Семья
Криштоф Гарант был трижды женат. Его первой супругой стала Катержина Ева Чернинова (умерла в 1597), дочь Яна Чернина и Марии из Ржечан. В этом браке родились Людмила Катержина (1590—1599) и Вилем Гумпрехт (1593—1599). В 1603 году Гарант женился на богатой вдове рыцаря Карла Шкопки из Белых Отрадовиц Барборе, урожденной Миржковской из Стропчице-на-Пецке, благодаря чему присоединил к своим владениям замок Пецка. В этом браке родилась дочь Розина Альжбета (1604 — ?). В 1607 году Барбора умерли при родах, в 1609 Гарант женился на Анне Саломене Градиштской из Горовиц, дочери Яна Градиштского и Анны Паузаровой. От третьей жены родились ещё четверо детей:
- Ян Вилем (1610—1644);
- Леопольд Йиржи (1611/14—1652);
- Вацлав Рудольф (1616—1664);
- Сибилла (1620—1625/26).

Вдова Гаранта в 1625 году стала женой Гержмана Чернина, когда-то сопровождавшего её первого мужа в средиземноморском путешествии.